# Райхенбах-ан-дер-Фільс
Райхенбах-ан-дер-Фільс (нім. Reichenbach an der Fils) — громада в Німеччині, знаходиться в землі Баден-Вюртемберг. Підпорядковується адміністративному округу Штутгарт. Входить до складу району Есслінген.
Площа — 7,43 км2. Населення становить 8378 ос. (станом на 31 грудня 2020).